# 디스코 (텔레비전 프로그램)

디스코의 로고

디스코(Disco)는 1971년부터 1982년까지 서독에서 ZDF 네트워크를 통해 방영된 팝 음악 프로그램이다. 일반적으로 매달 첫 번째 토요일 오후 7시 30분에 방영되었으며, 각 프로그램은 45분 동안 진행되었다. 133개의 프로그램이 제작되었다.